# Miguel Sabido
José Miguel Sabido Ruisánchez (Ciutat de Mèxic, 20 de novembre de 1937), citat com Miguel Sabido, és un dramaturg i poeta mexicà. Va ser director de teatre, escriptor i teòric de la comunicació, creador del concepte d'entreteniment educatiu en telenovel·les, i impulsor dels gèneres rituals tradicionals mexicans, especialment les pastorel·les.
Va estudiar literatura dramàtica en la Facultat de Filosofia i Lletres de la UNAM. Va guanyar la Medalla Nezahualcóyotl, atorgada per la Premi Nacional de la Comunicació 2010.
La seva trajectòria en televisió ha estat àmplia. Va escriure les telenovel·les històriques La tormenta, Los caudillos, La Constitución, Senda de gloria i Los Insurgentes. durant anys va dirigir el Canal Cultural Nueve i va realitzar una labor cultural a Televisa que inclou el disseny i producció de programes com Vida y Voz, amb Juan José Arreola, la producció dels Encuentros Mundiales de Comunicación (1974 y 1979) i desenes de programes culturals.
Va dissenyar la metodologia d'"El entretenimiento con un beneficio social comprobado", donat l'impacte social obtingut en el llançament de la sèrie Ven conmigo es va aconseguir un impuls en la alfabetització de la població mexicana. Mig milió d'adults majors es van iniciar en els programes governamentals a inicis de la dècada de 1980 i posteriorment Acompáñame, l'objectiu de la qual era orientar a la població en funció de la planificació familiar a Mèxic, la trilogia de les novel·les didàctiques de Televisa la completaria Vamos juntos.
Ha estat guardonat per l'ONU amb premis com Earth Saver i, amb base en aquesta metodologia, s'han produït telenovel·les de planificació familiar en la l'Índia, en Filipines, Nigèria, Tanzània i en més de 90 països del planeta, però originalment a Mèxic.
La seva tesi universitària, Tres mil años de representaciones sagradas mexicanas, el va convertir en un dels investigadors més notables del teatre mexicà, i la seva labor per la recuperació de les tradicions ha estat reconeguda al seu país.

## Premis internacionals
- Life Time Achivement (USAIDS)

## Referèencies
1. ↑  ¡Felices 80 Don Miguel Sabido!
2. ↑  «José Miguel Sabido Ruisánchez - Detalle del autor - Enciclopedia de la Literatura en México - FLM - Conaculta». [Consulta: 9 abril 2021].
3. ↑  Miguel Sabido revela anécdotas sobre María Félix
4. ↑  «Ya es histórico Miguel Sabido». Arxivat de l'original el 2018-04-13. [Consulta: 12 abril 2018].
5. ↑  Miguel Sabido, una vida contando historias